# Gizem Güreşen
Gizem Güreşen (Ankara, 14 gennaio 1987) è una pallavolista turca, libero del Beşiktaş.

## Carriera

### Club
La carriera di Gizem Güreşen inizia nel settore giovanile del VakıfBank GS, dove gioca fino al 2004. Nella stagione 2004-05 inizia la carriera professionistica, esordendo in Voleybol 1. Ligi col Türk Telekom. Nel campionato 2007-08 si trasferisce al Marmaris, mentre nel campionato successivo approda al Galatasaray.
Nella stagione 2009-10 ritorna a giocare nel VakıfBank GS, con il quale si aggiudica due scudetti, due coppe nazionali e altrettante Supercoppa turche in ambito nazionale, mentre a livello internazionale si aggiudica due Champions League, premiata in entrambe le occasioni come miglior libero, e un campionato mondiale per club. Nella stagione 2015-16 si trasferisce nel Fenerbahçe, vincendo un'altra Supercoppa turca, mentre  nella stagione seguente gioca per la prima volta all'estero, difendendo i colori del Volero Zurigo, in Lega Nazionale A, aggiudicandosi la Supercoppa svizzera, la coppa nazionale e lo scudetto.
Nel campionato 2017-18 torna in patria, difendendo i colori del Bursa BB, in Sultanlar Ligi; a metà annata tuttavia torna a giocare col Galatasaray, dove milita fino al termine dell'annata 2022-23. Si trasferisce quindi al neopromosso Beşiktaş nella stagione 2023-24.

### Nazionale
Nel 2005 riceve le prime convocazioni nella nazionale turca. Dopo aver vinto la medaglia d'argento ai XVI Giochi del Mediterraneo, conquista altri due argenti alla European League 2011 e ai XVII Giochi del Mediterraneo, aggiudicandosi invece il bronzo alla European League 2010, al campionato europeo 2011 e al World Grand Prix 2012. Nel 2015 vince la medaglia d'oro ai I Giochi europei.

## Palmarès

### Club
- Campionato turco: 2

2012-13, 2013-14
- Campionato svizzero: 1

2016-17
- Coppa di Turchia: 2

2012-13, 2013-14
- Coppa di Svizzera: 1

2016-17
- Supercoppa turca: 3

2013, 2014, 2015
- Supercoppa svizzera: 1

2016
- Campionato mondiale per club: 1

2013
- Champions League: 2

2010-11, 2012-13

### Nazionale (competizioni minori)
- Giochi del Mediterraneo 2009
- European League 2010
- European League 2011
- Giochi del Mediterraneo 2013
- Montreux Volley Masters 2015
- Giochi europei 2015

### Premi individuali
- 2011 - Champions League: Miglior libero
- 2011 - Voleybol 1. Ligi: Miglior ricevitrice
- 2011 - Voleybol 1. Ligi: Miglior libero
- 2011 - European League: Miglior libero
- 2011 - Campionato mondiale per club: Miglior libero
- 2013 - Champions League: Miglior libero